# Gerald James Whitrow
Gerald James Whitrow (Kimmeridge, 9 giugno 1912 – 2 giugno 2000) è stato un matematico, cosmologo e storico della scienza britannico.

## Biografia
Ultimati gli studi al Christ's Hospital, ottenne una borsa di studio al collegio Christ's Church, in Oxford, nel 1930, conseguendo il Bachelor in Matematica ("BA") nel 1933, il Master ("MA") nel 1937 e il dottorato di ricerca ("PhD") nel 1939. A Oxford si occupò di teoria della relatività, lavorando, in particolare, su una teoria alternativa alla relatività di Albert Einstein con Edward Arthur Milne.
Dopo la guerra, divenne lecturer all'Imperial College di Londra nel 1945 e, successivamente, reader in matematica applicata nel 1951, quindi professore di storia della matematica nel 1972. Ritiratosi dall'insegnamento nel 1979, fu professore emerito e Senior Research Fellow all'Imperial College. Per gran parte della sua vita, fu membro della Royal Astronomical Society, mentre, nel 1971, fu tra i fondatori della British Society for the History of Science, la società britannica per la storia delle scienze.
I suoi principali contributi furono nel campo della cosmologia e astrofisica, ma i suoi interessi inclusero la storia e la filosofia della scienza, in particolare il concetto di tempo. Tra le sue pubblicazioni, particolare attenzione ricevette The Natural Philosophy of Time (La filosofia naturale del tempo, 1960).

### Fonti
- James F.A.J.L., Gerald James Whitrow (1912-2000) (obituario), Astronomy & Astrophysics, Volume 42, Number 2, April 2001, pp. 2.35-2.38